# Infogram
Infogram és un servei 2.0 per a crear infografies interactives des d'un lloc web i no és necessària la instal·lació de programes especials a l'ordinador. Va ser creada el juny de l'any 2011 a la ciutat de Riga (Letònia) i practica periodisme de dades.
És una comunitat que ofereix eines per a crear infografies, gràfics i visualitzacions de dades en línia. Et permet crear gràfics, fer-los dinàmics i atractius per al públic.
Pel que fa a l'accés, és gratuït, però té una versió premium, de pagament.

## Funcions
- Il·lustrar les teves dades
  - Més de 30 models d'infografies
- Editar les teves dades
  - Es poden importar arxius XLS, XLSX i CSV
- Descarregar infografies
  - S'exporten arxius PNG o PDF
- Compartir les infografies o obtenir l'enllaç per a ser incrustat en un bloc

## Preu i utilitats

### Gratuït
- 6 dissenys d'infografies
- 14 tipus de taules
- No et permet descarregar les imatges de les infografies

### Pagament
- Permet descarregar les infografies en format PNG o PDF
- Permet fer les infografies privades
- Permet desar les infografies sota un codi de seguretat amb contrasenya
- Tens la possibilitat d'accedir a 4 dissenys exclusius
- Té un preu de 18 USD al mes

## Procés de creació

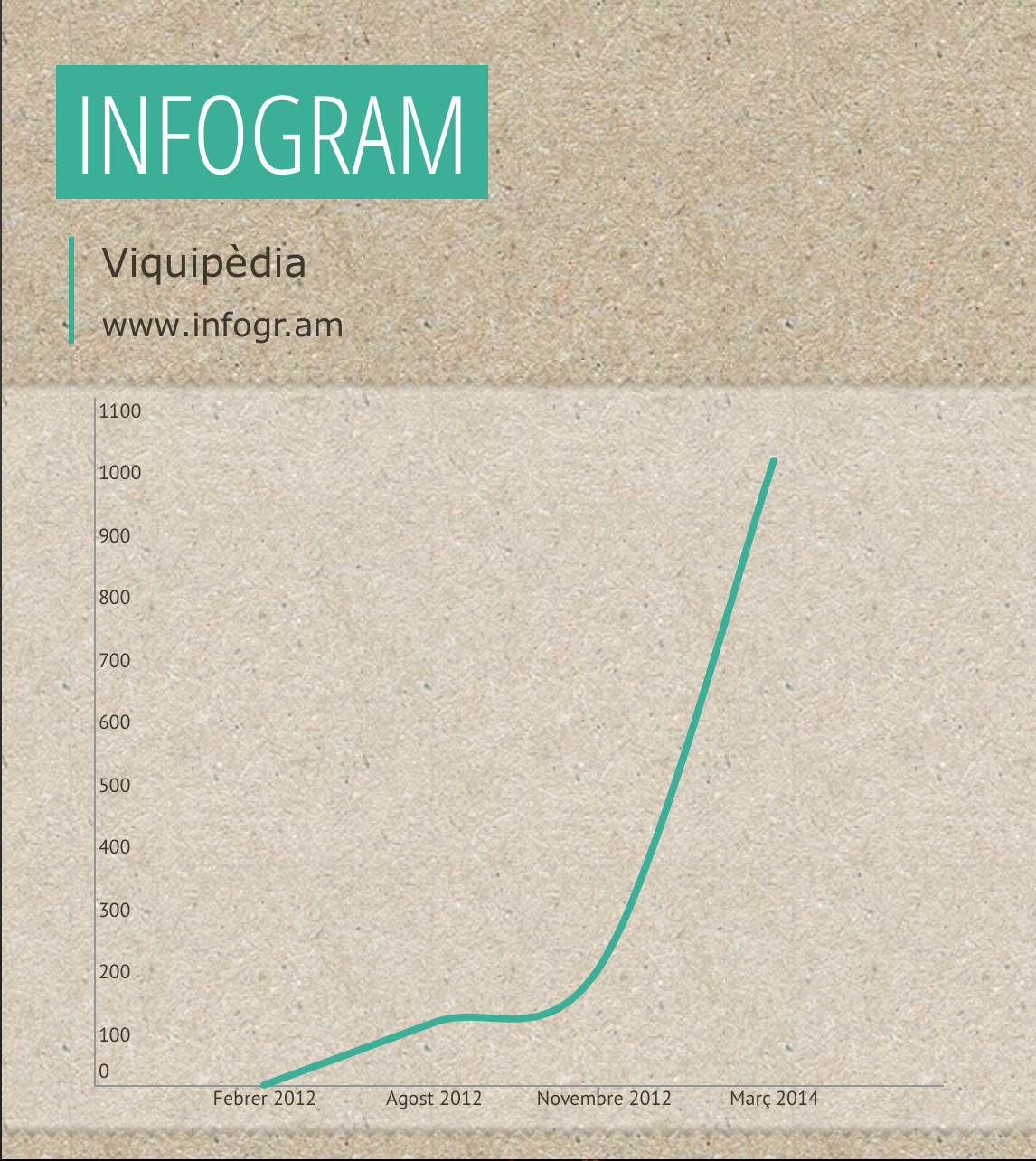
Exemple d'una infografia feta amb Infogram

Infogram té una gran varietat de possibilitats, de tipus de gràfics, colors i un grafisme diferent per a cada cas. És molt mal·leable i s'adequa a les necessitats del creador.
El primer que et demana és que et registris. Ho pots fer gratuïtament amb el correu electrònic i un nom d'usuari i contrasenya. A partir d'aquí, automàticament se’t crea un perfil.
Amb un menú molt simple de tres funcions, pots crear les teves infografies, pots veure la teva llibreria de gràfics, o pots fer-te el compte premium, de pagament.
Quan vols començar a crear la teva infografia, només has d'anar a l'apartat de creació i fer els gràfics. Un cop dins, les seves múltiples funcions i la capacitat intuïtiva del programa et facilitarà molt la creació.
Destaca per la seva senzillesa de creació, la facilitat i l'aspecte modern i completament integrat en el món 2.0.

## Novetats
Amb l'èxit i els premis que ha obtingut els darrers anys Infogram, han decidit començar una nova aventura i provar la infografia en vídeo.
Aquesta serà una eina molt innovadora i, igual que la infografia en imatges, molt intuïtiva i fàcil d'utilitzar. Una manera de combinar a la perfecció les infografies, els gràfics, el vídeo i el món digital.

## Avantatges i inconvenients
| Avantatges                          | Inconvenients                                                 |
| ----------------------------------- | ------------------------------------------------------------- |
| - Crear infografies de franc        | - Descàrrega de la imatge de les infografies únicament pagant |
| - Senzillesa i facilitat de creació | - Preu excessiu del compte de pagament                        |
| - Infografies interactives          | - Privadesa només quan ets usuari pro                         |

## Xarxa social
A més a més, destaca per anar més enllà dels convencionalismes i intenta moure's en el món de les xarxes socials. El seu disseny intern, concretament en l'apartat del nostre usuari, es pot observar com hi apareixen els seguidors que tens, a qui segueixes, quines són les teves infografies i els destacats.
El perfil es pot editar personalització l'avatar del teu compte, afegint una imatge, una fotografia o un dibuix. També pots estar interconnectat gràcies al correu electrònic, eina clau per estar al dia de les novetats i on t'envien les notificacions: si tens un nou seguidor, si un amic ha començat a utilitzar Infogram o si vols rebre el full informatiu.

## Premis
- Millor New Startup del 2012 per Arctic15 (Hèlsinki). Octubre de 2012.[3]
- Guanyador de Public Sympathy, per HackFwd Build 0.9 (Berlín). Maig de 2012.
- 1r lloc Startup Sauna Warmup (Varsòvia). Febrer de 2012.[4]
- 1r lloc al TechCrunch Baltic pitch contest. Febrer 2012.[5]